# John Coates
John Henry Coates, FRS (Nova Gales do Sul, 26 de janeiro de 1945 – Cambridge, 9 de maio de 2022) foi um matemático australiano. Foi Professor Sadleiriano de Matemática Pura da Universidade de Cambridge, Reino Unido, de 1986 a 2012.

## Vida e educação
Filho de J. H. Coates e B. L. Lee e viveu durante a infância e juventude em Possum Brush (próximo a Taree) in Nova Gales do Sul. A estrada Coates (Coates Road) em Possum Brush é denominada em memória da fazenda familiar na qual morou. Antes de ir para a universidade passou um verão trabalhando na BHP Billiton em Newcastle, Nova Gales do Sul, e não teve sucesso em obter uma bolsa de estudos da companhia. Coates estudou na Universidade Nacional da Austrália obtendo uma bolsa como um dos primeiros alunos da graduação, onde obteve um grau de BSc. Foi então para a França, onde estudou na Escola Normal Superior de Paris, seguindo depois para a Inglaterra.

## Vida pessoal
Coates casou com Julie Turner em 1966, com quem tem três filhos. Coleciona cerâmica do Japão.